# Саломон, Иоганн Петер
Иоганн Петер Саломон (в транскрипции также Заломон; нем. Johann Peter Salomon; крещён 20 февраля 1745, Бонн — 25 ноября 1815, Лондон) — скрипач, дирижёр, композитор, импресарио.

## Биография
В 1758—1765 гг. был скрипачом в оркестре Боннского курфюрста; успешно гастролировал в Берлине и Франкфурте-на-Майне. В 1765—1781 гг. — концертмейстер оркестра принца Генриха в Райнсберге.
С 1781 г. жил в Лондоне, концертировал как скрипач-ансамблист; его первое публичное выступление в Ковент-Гардене состоялось 23 марта 1781 г.
Занимался концертным предпринимательством, организовал «Концерты Саломона», занявшие важное место в музыкальной жизни Лондона. В 1790 г. посетил Й. Гайдна в Вене, содействовал его поездкам в Лондон (1791—1792, 1794—1795) и побудил его к сочинению оратории «Сотворение мира».
Был одним из членов-учредителей Королевского филармонического общества и возглавил оркестр на его первом концерте 8 марта 1813 г.
Скончался в Лондоне вследствие травм, полученных при падении с лошади. Похоронен в Вестминстерском аббатстве.

### Семья
Отец — Филипп Саломон, скрипач Венской придворной капеллы.

## Творчество
Автор опер, ораторий, сонат для скрипки и песен.

## Интересные факты
Семьи Бетховен и Саломон соседствовали в Бонне и дружили. И. Саломон уехал из Бонна в Райнсберг до рождения Людвига Бетховена, но в период его приездов в Бонн они познакомились. В 1815 г. Л. Бетховен обращался к И. Саломону с просьбой предложить несколько произведений (соч. 97, 96, 92, 93, 95, 72, 136, 91) лондонскому издателю.
Иоганн Саломон считал Пятую Симфонию Бетховена «кучей хлама».
Й. Гайдн назвал свою Симфонию № 104 «Саломон, или Лондонец» — в честь Иоганна Петера Саломона.
Считается, что именно И. Саломон дал 41-й симфонии Моцарта название «Симфония Юпитера».

## Отзывы
Саломон был не только умным и чувствующим импресарио, он был также щедр, скрупулёзно честен и очень эффективен в деловых вопросах.
Оригинальный текст (англ.)Salomon was not only a clever and sensitive impresario, he was also generous, scrupulously honest, and very efficient in business matters.
— Х. Ч. Роббинс Лэндон

Смерть Саломона очень огорчает меня, поскольку он был благородным человеком, и я помню его с детских лет.— Людвиг ван Бетховен

## Память
С 2011 г. Королевское филармоническое общество и Ассоциация британских оркестров учредили ежегодную Премию Саломона для награждения британских оркестров.